# 免疫染色
免疫染色(Immunostaining)とは抗体を用いて、組織標本中の抗原を検出する組織学（組織化学）的手法のこと。正確には免疫組織化学(Immunohistochemistry; IHC)と言い、「染色」とは異なるが、本来不可視である抗原抗体反応（免疫反応）を可視化するために発色操作を行うことから、俗に「免疫染色」とか「抗体染色」と呼ばれることも多く、医療従事者・医学研究者・生命科学研究者の「業界用語」的な呼び方では、しばしば免染と略される。なお、保険診療に用いる場合、診療報酬上は「免疫抗体法」とされている。
抗体の特異性を利用して組織を“染め”わけ、抗原の存在および局在を顕微鏡下で観察できるので、特定遺伝子の発現確認や、各種のいわゆる「マーカータンパク質」を用いることで病理組織の診断にもよく使われている。また電気泳動したタンパク質分子を特殊な膜に転移させ、その膜を特定タンパク質に対する抗体で免疫染色する方法がウェスタンブロッティングである。"染色"には抗体に色素や蛍光色素を結合させる方法の他、金コロイドを用いたり、酵素抗体法を用いたりする。直接法と間接法があり間接法の方が一般に検出感度が高い。
この方法は基本的には抗原抗体反応（免疫反応）と可視化の2つのプロセスよりなっている。具体的には、組織標本中の抗原（または抗体）に対して抗体（または抗原）を含む液を一定時間反応させることによって抗原と抗体を結合させて免疫複合体を形成させる。その際、反応させる抗体などに前もって可視化できるように細工をしておく必要がある。

## 方法の種別
抗原抗体反応を可視化する方法としては以下のような方法がある。
1. オートラジオグラフィー（英en:autoradiography） 抗体に放射性同位元素を結合（「標識」という）しておき、後で印画紙に感光させる。
2. 金コロイド法 (英 colloidal gold technique) 金粒子など可視物質に抗体を結合させておき、電子顕微鏡などで観察する。金コロイド銀増感法というより感度の高い方法がある。これは金粒子に金属銀を付着させていくものである。
3. 蛍光抗体法（英 immunofluorescence, IF; fluorescence antibody technique）抗体に蛍光色素を標識しておき、抗原抗体反応の後で励起波長を当てて蛍光発色させ蛍光顕微鏡で観察する。
4. 酵素抗体法 （英 enzyme antibody technique）抗体に特定の酵素を標識しておき、後で基質を反応させて形成された色素生成物の呈色を光学顕微鏡で観察する。免疫ペルオキシダーゼ法（immunoperoxidase method）など。

※このうち、（1）（2）については常識的な意味での「色」はないので「免疫染色」とは呼ばれない。また（1）〜（3）については可視化操作そのものに有機化学反応は用いていないので「化学」と呼ぶには違和感がある。「免疫組織化学」という名称が広く使われ出したのはおよそ20年前に（4）の酵素抗体法が考案されてからである。もともと有機化学反応を用いて組織標本中の酵素を検出する方法として「組織化学 histochemistry」という名称が使用されていたこともあって、それに「免疫」を組み合わせたわけである。従って、「免疫組織化学」とは狭義には「酵素抗体法」を指すものと理解すべきであろう。

## 抗原抗体反応の種別
抗原抗体反応に関しても大きく分けて以下の2種類の方法がある。
1. 直接法 抗原に直接反応する抗体（一次抗体）を標識し、抗原抗体反応を1度しか行わない
2. 間接法 標識していない一次抗体を用いて1度目の抗原抗体反応を行い、一次抗体自体を抗原とする別の抗体（二次抗体）を標識して、さらに反応させて2回以上（多くは2回）抗原抗体反応を行う

※検出目的である抗原に直接反応する抗体を標識して可視化する場合が直接法、それ以外の抗体などに標識して可視化（つまり間接的に可視化）する場合が間接法となる。抗体は免疫グロブリンという蛋白であり、それ自体が抗原となり得るので、理屈上、間接法では抗原抗体反応を3度でも4度でも反復することができる。一般に反応は反復するほど増幅されるので検出感度を高めることができるが、同時に特異性は低下する。

## 酵素抗体法（間接法）の種別
その他に、酵素抗体法での間接法のバリエーションとも言うべきものとして以下の方法があり、特に一般病院の病理検査室レベルでは（2）が現在では主流となっている。
1. 標識酵素としてペルオキシダーゼを使用する場合に、ペルオキシダーゼ・抗ペルオキシダーゼ抗体の可溶性免疫複合体Peroxydase-anti-Peroxydase Complex（PAP）を用いるPAP法[1]は、抗原抗体反応のみを用いてペルオキシダーゼを導入するものである。一次抗体と、抗ペルオキシダーゼ抗体のホスト動物種を揃えておく。一次抗体を反応させ、それに結合する二価の二次抗体を反応させた後に、PAPを反応させると、二次抗体のふたつの抗原結合部位のうちの空いている方が、PAPに含まれる抗ペルオキシダーゼ抗体に結合する。
2. 二次抗体にビオチン（biotin）を結合（この場合は「標識」とはいわず「ビオチン化」という）させておき、3回目の反応に抗原抗体反応ではなくビオチンと特異的に結合するアビジン（avidin）を用いるLAB（Linked Avidin-Biotin）法、アビジン・ビオチン複合体Avidin-Biotin Complexを用いるABC法[2]、アビジンよりも強固なビオチンへの結合を示すストレプトアビジン（streptavidin）を用いるLSAB(Linked Streptavidin-Biotin)法などがある。また、さらに高感度かつ短時間で染色を可能とする方法も一般的になってきている。これは、二次抗体と酵素をポリマーに結合させたポリマー試薬を反応させるため、内因性のビオチンの影響を受けにくく、2ステップで反応が終了するためである。その他に、TSA法（tyramide signal amplification, あるいはCARD法, catalyzed reporter deposition）という増感法も組み合わせて使用することができる。

酵素抗体法での発色方法としては何種類か選択肢があるが、最も一般的なものは標識酵素としてペルオキシダーゼを用いて、ジアミノベンジジン英語版と反応させるDAB法、ニッケルイオン存在下でDAB法を行うより高感度のニッケルDAB法などである。標識酵素としてアルカリホスファターゼを使用する場合には、NBT/BCIP反応が最も一般的である。

## 腫瘍病理学的手法
腫瘍は病理組織学的に大きく上皮系と間葉系に分類される。多くはHE染色でその分類をすることが可能であるが、より正確な診断を行う目的で免疫染色が用いられる場合がある。たいていの場合、上皮系マーカーとしてサイトケラチン、間葉系のマーカーとしてビメンチンが用いられる。

## 関連
- 染色 (生物学)
- 蛍光 in situ ハイブリダイゼーション:酵素抗体反応の代わりにハイブリダイゼーションを用いる方法。蛍光染色の一種。

## 文献
1. ↑  Sternberger LA, Hardy PH Jr, Cuculis JJ, Meyer HG. (1970). “The unlabeled antibody enzyme method of immunohistochemistry: preparation and properties of soluble antigen-antibody complex (horseradish peroxidase-antihorseradish peroxidase) and its use in identification of spirochetes”. J Histochem Cytochem 18 (5):  315-33. PMID 4192899.
2. ↑  Hsu SM, Raine L, Fanger H (1981). “Use of avidin-biotin-peroxidase complex (ABC) in immunoperoxidase techniques: a comparison between ABC and unlabeled antibody (PAP) procedures”. J Histochem Cytochem 29 (4):  577-80. PMID 6166661.
3. ↑  Graham RC Jr, Karnovsky MJ. (1966). “The early stages of absorption of injected horseradish peroxidase in the proximal tubules of mouse kidney: ultrastructural cytochemistry by a new technique”. J Histochem Cytochem 14 (4):  291-302. PMID 5962951.